# Move Your Ass!
Move Your Ass! (Hejbni zadkem!) je píseň německé skupiny Scooter z alba ...And The Beat Goes On! z roku 1995. Jako singl vyšla píseň v roce 1995. Singl se stává nejvýše nasazenou novinkou v historii německé singlové hitparády. Později (6.10.1995) vychází píseň i jako EP.

## Seznam skladeb
1. Move Your Ass! (Video Edit) - (3:55)
2. Move Your Ass! - (5:50)
3. Back In Time - (7:07)

## Seznam skladeb (EP)
1. Move Your Ass! (Video Edit) - (3:55)
2. Friends - (4:40)
3. Endless Summer (Radio Edit) - (3:55)
4. Move Your Ass! (Platinum People Remix) - (7:46)

## Umístění ve světě
| Hitparáda      | Umístění |
| -------------- | -------- |
| Švýcarsko      | 3        |
| Rakousko       | 3        |
| Francie        | 11       |
| Švédsko        | 10       |
| Velká Británie | 23       |